# أبو بلال الحربي
ناصر محمد عوض الغيدان الحربي المعروف بكنية أبو بلال الحربي مواطن سعودي هو حاكم فرع داعش في اليمن.

## السيرة الذاتية
ولد في منطقة القصيم بالمملكة العربية السعودية في 20 يوليو أو 5 سبتمبر 1974م.
في سبتمبر 2014م أقام اتصالات مع داعش وسعى للحصول على تعهدات بالولاء نيابة عنهم. في أواخر عام 2014م زعم أنه سهل حركة الأشخاص والمواد اللازمة لعمليات داعش في المملكة العربية السعودية. وفقاً لوزارة الخزانة الأمريكية: «كان في اليمن مع مجموعة تعهدت بالولاء لداعش وحصلت على تمويل كبير من داعش أو من جهة مانحة لم تعرف هويتها».
وفقاً لوزارة الخزانة فقد جند في داعش فرع اليمن في منتصف عام 2015م بعد أن تلقى تمويلا من داعش في عام 2014م لتنفيذ خطتها في اليمن. رفض تجنيد وتسهيل الجهود في اليمن نيابة عن تنظيم القاعدة في جزيرة العرب لصالح وعد زعم بأن 4000 من مقاتلي القاعدة في بلاد المغرب الإسلامي من قبل أبو بكر البغدادي.

### نزاعات القيادة في اليمن
في ديسمبر 2015م عانى من تمرد ضد حكمه من قبل أعضاء داعش في اليمن الذي ناشد قيادة داعش في سوريا والعراق لتعيينه غيره مكانه. أعلن سبعون عضواً عن انشقاقهم في رسالة نشرت على الإنترنت على الرغم من أنهم جددوا ولائهم لأبوبكر البغدادي.
اتهمه المؤلفون و«الدائرة الداخلية» بارتكاب «تجاوزات وانتهاكات ضد الشريعة. على الرغم من جهودنا لإسداء المشورة وإبلاغ مكتب الخليفة بشأن الأمور التي تحدث في اليمن فإن الانتهاكات ضد الشريعة لا تزال موجودة وتستمر في الزيادة. توقفوا عن العمل وفقا للمسار النبوي فيما يتعلق بحل العديد من المشاكل والقضايا».
كما أدرجت الرسالة ثلاثة انتهاكات للشريعة من المفترض أن أبو بلال ارتكبها وهي «فصل عدد من الجنود» غير المشروعين بعد تقديم شكوى وعدم تقديم «الموارد الأساسية» خلال معركة في محافظة حضرموت ورفض تقديم إلى حكم شرعي ضد قائد إقليمي. وجهت اتهامات إضافية ب«قمع المآزق» و«طرد المهاجرين». ثم طالبوا البغدادي بعزل محافظ اليمن مع حاشيته.
رد أبو عبيدة عبد الحكيم عضو المجلس الاستشاري لداعش برفض طلب إبعاد الحاكم قائلا: «إن ما أخطرتم به هو رفض تام ويجب أن تسمع وتطيع من كلف به مع الإمارة الخاصة بك وأنت تكليفه من قبل محاكمته عليك».

### العقوبات الأمريكية
وافقت وزارة الخزانة الأمريكية على العقوبات في 29 سبتمبر 2015م.

## مقتله
قتل أبو بلال الحربي في 16 أكتوبر 2017 بهجوم بطائرة مسيرة أمريكية إستهدفت معسكرين للتدريب تابعين لتنظيم الدولة الإسلامية في محافظة البيضاء وسط اليمن إلى جانب أبو محمد العدناني المتحدث باسم التنظيم حسب ما أعلنت مصادر أمنية.